# Romagne (Gironde)
Romagne település Franciaországban, Gironde megyében. Lakosainak száma 479 fő (2022. január 1.). Romagne Naujan-et-Postiac, Bellefond, Cessac, Courpiac, Daignac és Faleyras községekkel határos.

## Népesség
A település népessége az elmúlt években az alábbi módon változott:
| Lakosok száma | 243  | 267  | 262  | 320  | 454  | 450  | 460  | 467  | 471  | 479  |
|               | 1968 | 1982 | 1990 | 2006 | 2013 | 2015 | 2017 | 2019 | 2020 | 2022 |